# 이원집정부제

국가별 정부 형태
— 대통령제
— 공화제하의 의원내각제
— 군주제하의 의원내각제(군주에게 실권이 거의 없음)
— 군주제하의 의원내각제(군주에게 상당한 실권이 있음)
— 이원집정부제
— 이원집정부제는 아닌, 대통령제와 의원내각제의 절충형
— 전제군주국
— 일당제

이원집정부제(二元執政府制) 또는 이원행정부제(二元行政府制, 영어: dual executive system), 반대통령제(半大統領制, 영어: semi-presidential system)는 입법부와 행정부 선거가 분리되지만, 대통령이 임명한 내각이 의회의 신임과 불신임의 대상이 되는 정부 형태이다. 국민이 선출한 의회와 별개로 국민이 선출한 대통령이 있다는 점에서 민주적 정당성의 이원화로 대통령제와 유사하지만, 대통령의 내각이 의회의 신임에 구속되기 때문에 분점정부(여소야대) 하에서는 의원내각제처럼 국가 체제를 운영한다.
보통은 대통령제와 의회제의 혼합 형태, 중간 형태, 절충 형태 등으로 표현한다. 그래서 혼합 정부제라고 부르기도 한다. 하지만 모리스 뒤베르제는 이원집정부제는 대통령제와 의회제의 중간 형태가 아니라, 의회의 선거 결과에 따라 대통령제적 국면과 의회제적 국면이 번갈아 나타나는 제도라고 설명한다.
독일의 바이마르 공화국(1919~1933)이 반대통령제의 전형적 사례로 자주 언급되지만, '반대통령제'라는 용어는 프랑스 제5공화국의 정치 형태 묘사를 위해 언론인 위베르 뵈브메리가 처음 사용하고 정치학자 모리스 뒤베르제의 1978년 연구에 의해 대중화되었다. 프랑스는 대통령과 총리의 소속 정당이 다를 경우 코아비타시옹(cohabitation)이라고 불리는 좌우동거정부(좌우동거내각)이 나타난다.
대한민국에서 이원집정부제는 분권형 대통령제의 의미로 사용되기도 한다. 분권형 대통령제는 국가 원수의 권한은 대통령이 갖고, 행정부 수반의 권한은 대통령과 의회에서 선출되는 총리가 나눠 갖는 정부 형태를 말한다. 다만 대통령과 총리가 행정권을 어떻게 나눌지에 따라 그 운영의 구체적인 모습은 다르다. 가령 외교, 국방 등은 대통령이 담당하고, 나머지는 총리가 담당하는 형태, 아예 평상시에는 총리가 행정권을 행사하나, 비상시에는 대통령이 행정권을 전적으로 행사하는 형태도 있다.

## 명칭
학자들에 따라 여러 명칭으로 달리 불리고 있다. 이원집정부제 외에 반대통령제, 반의회제, 이원정부제, 쌍두정부, 혼합 정부 형태 등이 그 예이다.
명칭이 통일되지 못하고 있는 이유는, 이원집정부제가 대통령제와 의원내각제의 각 요소가 혼합된 절충적 정부 형태이기 때문에, 어떤 요소와 성질에 초점을 맞추느냐에 대한 학자들의 관점이 상이한 것에 기인한다. 헌법학자 권영성 교수는 이원집행부제로, 정재황 교수는 중립적인 입장의 혼합정부제를 주장한다.

## 특징
대통령제와 의회제를 절충한 형태로 보통 대통령은 국민의 직선에 의하여 선출되고 의회에 책임을 지지 않는데 반하여 내각은 의회에 대하여 책임을 진다. 대통령은 총리임명권과 의회해산권을 가지나, 의회는 내각불신임권은 있지만 대통령에 대한 불신임권은 인정되지 않는다.
대통령과 총리의 소속 정당이 다를 경우 정부 운영에 마찰이 자주 발생할 수 있다는 것이 단점이다. 의회에서 총리를 선출하기 때문에 여소야대의 현상이 발생하면 동거 정부가 만들어지기도 한다. 이 경우, 두 지도자의 역량에 따라서 견제와 균형을 통해 효율적으로 동작할 수도 있으나, 고통과 긴장의 기간이 될 수도 있다. 한편 프랑스의 경우, 대통령이 총리를 지명하고, 의회는 그에 대해 동의권만을 가지지만, 만약 의회가 여소야대일 경우, 야당에서 추천하는 인사를(주로 제1야당 대표) 총리로 지명하는 것이 관례가 되어 있다. 즉 프랑스 역시 사실상 총리를 의회에서 선출하는 셈이다.

## 종류
학자에 따라 이원집정부제로 분류되는 국가는 조금씩 다르다.
- 압하지야(미승인)
- 아제르바이잔
- 카자흐스탄
- 알제리
- 부르키나파소
- 콩고 민주 공화국
- 지부티
- 이집트(사실상 군사독재)
- 프랑스
- 기니비사우
- 가이아나
- 아이티
- 마다가스카르
- 말리
- 모리타니
- 몽골
- 북키프로스(미승인)
- 니제르
- 팔레스타인 (법률상 의원 내각제이나 사실상 이원 집정부제로 운영)
- 포르투갈
- 폴란드
- 러시아
- 루마니아
- 리투아니아
- 상투메 프린시페
- 세네갈
- 시리아
- 동티모르
- 튀니지
- 우크라이나

## 같이 보기
- 대통령제
- 의원내각제
- 신대통령제